# Saint-Laurent-de-Céris
Saint-Laurent-de-Céris település Franciaországban, Charente megyében. Lakosainak száma 726 fő (2022. január 1.). Saint-Laurent-de-Céris Ambernac, Le Grand-Madieu, Saint-Claud, Saint-Coutant, Le Vieux-Cérier és Terres-de-Haute-Charente községekkel határos.

## Népesség
A település népessége az elmúlt években az alábbi módon változott:
| Lakosok száma | 1001 | 802  | 741  | 750  | 788  | 779  | 778  | 782  | 763  | 726  |
|               | 1968 | 1982 | 1990 | 2006 | 2013 | 2015 | 2017 | 2019 | 2020 | 2022 |